# 제이미 버그먼
제이미 버그먼(Jaime Bergman, 1975년 9월 23일 ~ )는 미국의 모델, 배우이다.

## 출연 작품
- 식스티 세컨즈 - 드래그 레이스의 금발머리 역
- 보아VS비단뱀 - 모니카 역